# 約西片基
48°54′51″N 28°54′13″E / 48.91417°N 28.90361°E
約西片基（烏克蘭語：Йосипенки），是烏克蘭西南部的村莊，隸屬文尼察州的文尼察區。該村始建於1750年，面積0.62平方公里，海拔高度253米，2001年人口121，人口密度每平方公里194.53人。